# Rougier Hill
Rougier Hill är en kulle i Antarktis. Den ligger i Västantarktis. Nya Zeeland gör anspråk på området. Toppen på Rougier Hill är 1 865 meter över havet.
Terrängen runt Rougier Hill är varierad. Trakten är obefolkad. Det finns inga samhällen i närheten. 